# Boeing Phantom Eye
Die Phantom Eye (dt. etwa Auge des Phantoms) des US-amerikanischen Luft-, Raumfahrt- und Rüstungskonzerns Boeing ist ein unbemanntes, mit Wasserstoff betriebenes Aufklärungsflugzeug für große Höhen und lange Flugdauer (engl. HALE). Die Entwicklung von Boeing Phantom Works soll den Bedarf des US-Militärs an Drohnen für Aufklärungs- und Erkundungszwecke decken.

## Geschichte
Die Phantom Eye ist eine Weiterentwicklung von Boeings früherer Drohne, der Kolbenmotorgetriebenen Boeing Condor, die in den 1980er Jahren mehrere Höhen- und Streckenrekorde aufstellte. Bei der Entwicklung der Phantom Eye arbeitete Boeing eng mit Ball Aerospace, Aurora Flight Sciences, Ford Motor Company und MAHLE Powertrain zusammen. Die Montage der Flugzeugzelle begann im März 2010, nachdem das Antriebssystem am 1. März einen 80-stündigen Test in der Höhenkammer erfolgreich abgeschlossen hatte. Am 12. Juli 2010 wurde die Phantom Eye in einer Zeremonie auf Boeings Werksgelände in St. Louis (Missouri), der Öffentlichkeit vorgestellt.
Das Demonstrationsmuster wird zum Flug-, Erprobungs- und Forschungszentrum, dem Dryden Flight Research Center der NASA auf der Edwards Air Force Base in Kalifornien, verbracht, wo im Juli und August des Jahres Erprobungen am Boden stattfinden sollen. Die Abmessungen des Prototyps entsprechen etwa 60 bis 70 % denen des zukünftigen Einsatzsystems. Laut Darryl Davis (Präsident von Phantom Works) könnte die Phantom-Eye-Studie zu einem System führen, das mit vier Maschinen 24 Stunden am Tag 7 Tage pro Woche ganzjährig einsatzfähig wäre.
Am 1. Juni 2012 absolvierte die Drohne ihren ersten Flug auf der Edwards Air Force Base. Dabei flog sie 28 Minuten in einer Höhe von etwa 1200 Metern und erreichte eine Geschwindigkeit von etwa 115 km/h. Bei der Landung wurde die Drohne beschädigt, da das Hauptfahrwerk Konstruktionsmängel aufwies. Am 6. Februar 2013 wurden die Tests zur Flugerprobung wieder aufgenommen.

## Konstruktion
Der Phantom-Eye-Prototyp hat eine Spannweite von 46 m und kann laut Herstellerangaben mit einer Nutzlast von 204 kg bei einer Marschgeschwindigkeit von 278 km/h länger als vier Tage in einer Höhe von bis zu 19.812 Metern fliegen.
Das Antriebssystem besteht aus zwei hängenden 2,3-Liter-Ottomotoren, die ursprünglich für den Ford Fusion entwickelt wurden und je einen Vierblatt-Propeller antreiben. Jeder der Motoren liefert 110 kW (150 PS) und ist für Wasserstoffbetrieb umgerüstet. Boeing erklärte, dass der Betrieb des Fluggerätes dadurch sehr ökonomisch und „grün“ werde, da das einzige Abfallprodukt Wasser sei (wenn man die Emissionen bei der Herstellung des Wasserstoffs nicht miteinbezieht).

## Einsatz
Das Phantom Eye ist unbewaffnet und wird für „dauerhafte Aufklärung und Überwachung“ eingesetzt werden.